# وضعیت حفاظتی NatureServe
سیستم وضعیت حفاظتی NatureServe که توسط NatureServe با همکاری شبکه میراث طبیعی نگهداری و ارائه شده‌است، در دهه ۱۹۸۰ توسط The Nature Conservancy (TNC) در ایالات متحده به عنوان وسیله‌ای برای رتبه‌بندی یا طبقه‌بندی آسیب نسبی گونه‌های گیاهان، جانوران یا جانداران دیگر، و همچنین جوامع بوم‌شناختی طبیعی، در سطوح جهانی، کشوری یا زیرکشوری ایجاد. به این نام‌ها، رتبه‌های NatureServe، وضعیت‌های NatureServe یا رتبه‌های میراث طبیعی نیز گفته می‌شود. در حالی که سازمان حفاظت از طبیعت دیگر نقش اساسی در حفظ این رتبه‌ها ندارد، نام رتبه‌های TNC هنوز هم گاهی برای آنها دیده می‌شود.
رتبه‌های NatureServe نشان‌دهنده به خطر افتادن گونه‌ها یا جوامع بوم‌شناختی به‌عنوان رویدادهای طبیعی، نادیده گرفتن افراد یا جمعیت‌های در اسارت یا کشت و همچنین نادیده گرفتن رویدادهای غیربومی است که از طریق مداخله انسان در خارج از محدوده طبیعی گونه‌ها (مانند بسیاری از گونه‌های مهاجم) ایجاد شده‌اند).
رتبه‌های NatureServe عمدتاً برای گونه‌ها و جوامع بوم‌شناختی در ایالات متحده و کانادا تعیین شده‌است، اما این روش جهانی است و در برخی از مناطق آمریکای لاتین و کارائیب به کار رفته‌است. وب‌سایت NatureServe Explorer مجموعه‌ای متمرکز از رتبه‌های NatureServe جهانی، کشوری و زیرکشوری را ارائه می‌کند که توسط NatureServe ایجاد شده یا با همکاری برنامه‌های میراث طبیعی ایالات متحده و کانادا و سایر مراکز داده حفاظتی بین‌المللی ارائه شده‌است.

## مقدمه
بیشتر رتبه‌های NatureServe وضعیت حفاظت از گونه‌های گیاهی یا جانوری یا یک جامعه اکولوژیکی طبیعی را با استفاده از مقیاس عددی یک تا پنج (از آسیب‌پذیرترین تا امن‌ترین)، که در سطح جهانی (در سطح جهانی یا در محدوده گسترده) یا وضعیت موجود بودن در یک کشور خاص یا یک واحد فرعی مشخص در یک کشور اعمال می‌شود، نشان می‌دهد. نمادهای مبتنی بر حروف برای موارد خاص مختلفی که مقیاس عددی در آنها اعمال نمی‌شود، استفاده می‌شود، همان‌طور که در زیر توضیح داده شده‌است. رتبه‌ها در سطوح مختلف ممکن است برای ترکیب سطوح جغرافیایی و همچنین برای پرداختن به آرایه‌های زیرگونه (زیرگونه‌ها و گونه‌های گیاهی) به هم متصل شوند.

### سطح جهانی، کشوری و زیرکشوری
وضعیت‌های حفاظت از NatureServe ممکن است در هر یک یا هر سه سطح جغرافیایی زیر اعمال شود:
- G - رتبه‌های برنامه‌ریزی شده در سطح جهانی (global) (یا در سطح گسترده) (رتبه G)،
- N - رتبه‌های برنامه‌ریزی شده در سطح کشوری (national) برای یک کشور خاص و
- S - رتبه‌هایی که در سطح زیرکشوری (subnational) برای یک واحد جغرافیایی خاص درون یک کشور، مانند ایالت یا استان برنامه‌ریزی شده‌اند.

### رتبه‌هایی که معمولاً با آن مواجه می‌شوند
رایج‌ترین وضعیت‌های حفاظت از NatureServe در سطح G-, N- یا S عبارتند از:

#### جمعیت
- ۱ - در خطر بحرانی (Critically imperiled) - (معمولاً دارای ۵ نقطه پراکنش یا کمتر یا ۱۰۰۰ فرد یا کمتر هستند).
- ۲ - به‌خطرافتاده (Imperiled) - (معمولاً ۶ تا ۲۰ نقطه پراکنش یا ۱۰۰۱ تا ۳۰۰۰ فرد دارند).
- ۳ - آسیب‌پذیر (Vulnerable) - (نادر؛ معمولاً ۲۱ تا ۱۰۰ نقطه پراکنش یا ۳۰۰۱ تا ۱۰۰۰۰ فرد دارند).
- ۴ - به ظاهر امن (Apparently secure) - (نامعمول اما نه نادر، ولی با دلایلی برای ذاشتن نگرانی طولانی مدت؛ معمولاً ۱۰۱ نقطه پراکنش یا بیشتر یا ۱۰۰۰۱ فرد یا بیشتر).
- ۵ — امن (Secure) — (رایج، گسترده، فراوان و بدون تهدیدهای عمده یا نگرانی‌های بلندمدت).

#### حروف
- X - فرض می‌شود که منقرض‌شده یا ناپدید شده (با وجود جستجوهای گسترده و فشرده قرار گرفته‌است، به‌طور منطقی کشف مجدد انتظار نمی‌رود). توجه داشته باشید که انقراض در اینجا یک پدیده جهانی (دامنه گستره) در نظر گرفته می‌شود، در حالی که ناپدید شدن در یک منطقه کشوری یا محلی خاص اعمال می‌شود، در حالی که موجودیت هنوز در جاهای دیگر وجود دارد.
- H - احتمالاً منقرض‌شده یا ناپدید شده‌است (ناشی از رخدادهای تاریخی است اما اخیراً شناخته شده نیست، اما امید معقول برای کشف مجدد وجود دارد).
- R یا ؟ - در یک کشور یا بخشی از کشور ثبت شده‌است، اما وضعیت محلی در دسترس نیست یا هنوز مشخص نشده‌است. هنگامی که با رتبه جهانی G1 تا G3 ترکیب شود، وضعیت محلی «نامعین» است، اما با این حال موجودیت آسیب‌پذیر فرض می‌شود، اگرچه هنوز موجود باشد.

بنابراین، برای مثال، یک گونه G3 «در سطح جهانی آسیب‌پذیر» است، و یک گونه N2 «در خطر کشوری» برای کشور خاصی که رتبه آن اختصاص داده شده‌است. گونه‌هایی با رتبه‌بندی G, N یا S 4 یا ۵ معمولاً مبنایی برای اقدامات عمده حفاظتی نیستند.

## رتبه‌ها برای موارد اضافی
چندین مورد خاص کمتر از طریق نمادهای دیگر در سیستم رتبه‌بندی NatureServe بررسی می‌شوند، از جمله:

### زیرگونه‌ها و واریته‌های گیاهی
- T - در صورت تمایل، آرایه‌های زیرگونه (زیرگونه‌ها، گونه‌های گیاهی، و سایر نام‌گذاری‌های زیر سطح گونه) ممکن است به رتبه‌های T جهانی اختصاص داده شوند. یک رتبه T برای گونه به رتبه G اضافه می‌شود. رتبه‌های N و رتبه‌های S که با رتبه‌های T ارائه می‌شوند، برای آرایه‌های زیرگونه خاص اعمال می‌شوند، نه گونه‌های آن. اکثر گونه‌هایی که به آنها چنین رتبه‌هایی داده می‌شود، نام‌های علمی سه جمله‌ای (سه کلمه‌ای) دارند تا دو جمله‌ای (دو کلمه‌ای).

### آرایه‌های غیربومی (بیگانه)
- E - در سطوح کشوری یا زیرکشوری استفاده می‌شود، E نشان‌دهندهٔ گونه‌هایی است که در منطقه مشخص‌شده بومی نیستند، حتی از نظر تاریخی، اما در حال حاضر یا از نظر تاریخی به دلیل دخالت مستقیم یا غیرمستقیم انسان در آنجا حضور دارند. چنین گونه‌هایی معمولاً بیگانه، فراری، غیربومی، ماجرایی یا وایف نامیده می‌شوند.

با این حال، توجه داشته باشید که گونه‌های بومی منطقه‌ای یا گونه‌های دیگر که اخیراً با وسایل طبیعی (مانند باد، سیل یا پرندگان)، بدون دخالت مستقیم یا غیرمستقیم انسان به منطقه مورد نظر رسیده‌اند، با همان روش‌شناسی و نشانه‌گذاری همانند دیگر گونه‌های بومی رتبه‌بندی می‌شوند.

### دورگه‌های بین گونه‌ای
- HYB - دورگه‌های بین گونه‌ای مدرن، که معمولاً به عنوان افراد منزوی با آنها برخورد می‌شود، به ندرت خود مورد توجه حفاظت قرار می‌گیرند، به‌طور کلی رتبه جهانی HYB به آنها داده می‌شود، و در سطوح کشوری یا زیرکشوری رتبه‌بندی نمی‌شوند.[نیازمند منبع]

با این حال، گونه‌های در حال تولید مثل یا سایر گونه‌های خودپایا و تشکیل‌دهنده جمعیت شناخته‌شده یا مشکوک به منشأ هیبریدی هستند، با استفاده از روش‌شناسی و علامت‌گذاری مشابه برای گونه‌های دیگر رتبه‌بندی می‌شوند. به عنوان مثال، بسیاری از گونه‌های بارور پلی‌پلوئیدی سرخس‌ها با دورگه‌زایی بین گونه‌ای و به دنبال آن دو برابر شدن کروموزوم تشکیل می‌شوند. برخی از این گونه‌های مشتق‌شده از دورگه بسیار نادر هستند (در رتبه G1)، اما برخی دیگر آنقدر گسترده، فراوان و امن هستند که شایسته رتبه G5 هستند.

### آرایه‌های زنده تنها در اسارت یا در کشت
- C - وقتی به X یا H اضافه می‌شود، حرف "C" نشان‌دهنده گونه‌ها یا گونه‌های دیگر موجود در اسارت یا کشت است، اگرچه در غیر این صورت ناپدید یا منقرض شده‌اند.

### رتبه‌های گوناگون
- #x# - محدوده رتبه‌ها به دلیل عدم قطعیت، که در آن x تکرار حرف اولیه برای رتبه‌بندی جهانی، کشوری یا زیرکشوری است، به عنوان مثال G2G3 به معنای رتبه جهانی از G2 تا G3 است. محدود به دو رتبه متفاوت، که فراتر از آن وضعیت U برای Unrankable (یعنی N1N4 در عوض به عنوان NU فهرست می‌شود).[۱]
- U - غیرقابل رتبه‌بندی، به دلیل تناقض یا عدم وجود اطلاعات.[۱]
- NR - رتبه‌بندی نشده، یعنی هنوز ارزیابی نشده‌است.[۱]
- NA - ناکارا، به این معنی که برای فعالیت‌های حفاظتی مناسب نیست، معمولاً برای دورگه‌های بدون ارزش حفاظتی یا اکوسیستم‌های غیربومی (مانند مزارع کشاورزی) استفاده می‌شود.[۱]

## ترکیبی از رتبه‌ها
هر رتبه NatureServe ممکن است به تنهایی مورد استفاده قرار گیرد، یا رتبه‌های G-, T-، N- و S- ممکن است در آن دنباله ترکیب شوند، مانند رتبه G5N3S1 برای یک گونه خاص (یا اجتماع بوم‌شناختی) در یک واحد زیرکشوری خاص در یک کشور خاص یک موجودیت تنها دارای یک رتبه جهانی است (به تنهایی G-rank، یا ترکیب G-rank و T)، اما ممکن است دارای رتبه‌های N یا S-از رتبه‌های مختلف برای کشورها یا زیرکشورهای مختلف در محدوده جغرافیایی خود باشد.